# 女人的胜利
《女人的胜利》是余华的一篇短篇小说，完稿于1995年9月9日。后收入作者的短篇小说集《黄昏里的男孩》。曾被译成英文《Victory》在《纽约客》上发表。

## 情节
35岁的女人林红在老公李汉林的抽屉里发现了一个陈旧的信封，在里面发现一把钥匙，却不能打开家里任何一把锁。于是她趁丈夫出差，找到他的单位，打开了他的办公桌，发现了一名唤作青青的年轻女人给他的照片和信件。她利用从信中读出的电话号码打电话给青青，对方说不准备和李继续交往。她又打电话给李的朋友们，他们都为李汉林掩饰。最后她无奈找到了自己的婚前好友沈宁，她告诉林红，停止做家务，并让李汉林睡沙发。李汉林回来了，辩称只是和青青一起逛街，止于接吻，没有发生性关系。夫妻冷战了26天，林红想让丈夫哀求、下跪的愿望落了空，最后她决定离婚。离婚前，他们先去了民政局旁的咖啡馆，恰好撞到了青青。林红让李汉林亲吻自己，气走了青青，她觉得自己不战而胜。

## 分析
余华在这篇小说中将女人表现为一种非理性、制约性的力量。例如里面写林红让丈夫“身上所有的关节都发出疼痛，还有他的脖子都不能自如的转动了”。小说书写了夫妻间的那些弯弯绕绕，而最后咖啡馆里实现的林红对丈夫的占有欲，则显得尤为可悲。